# Velocar

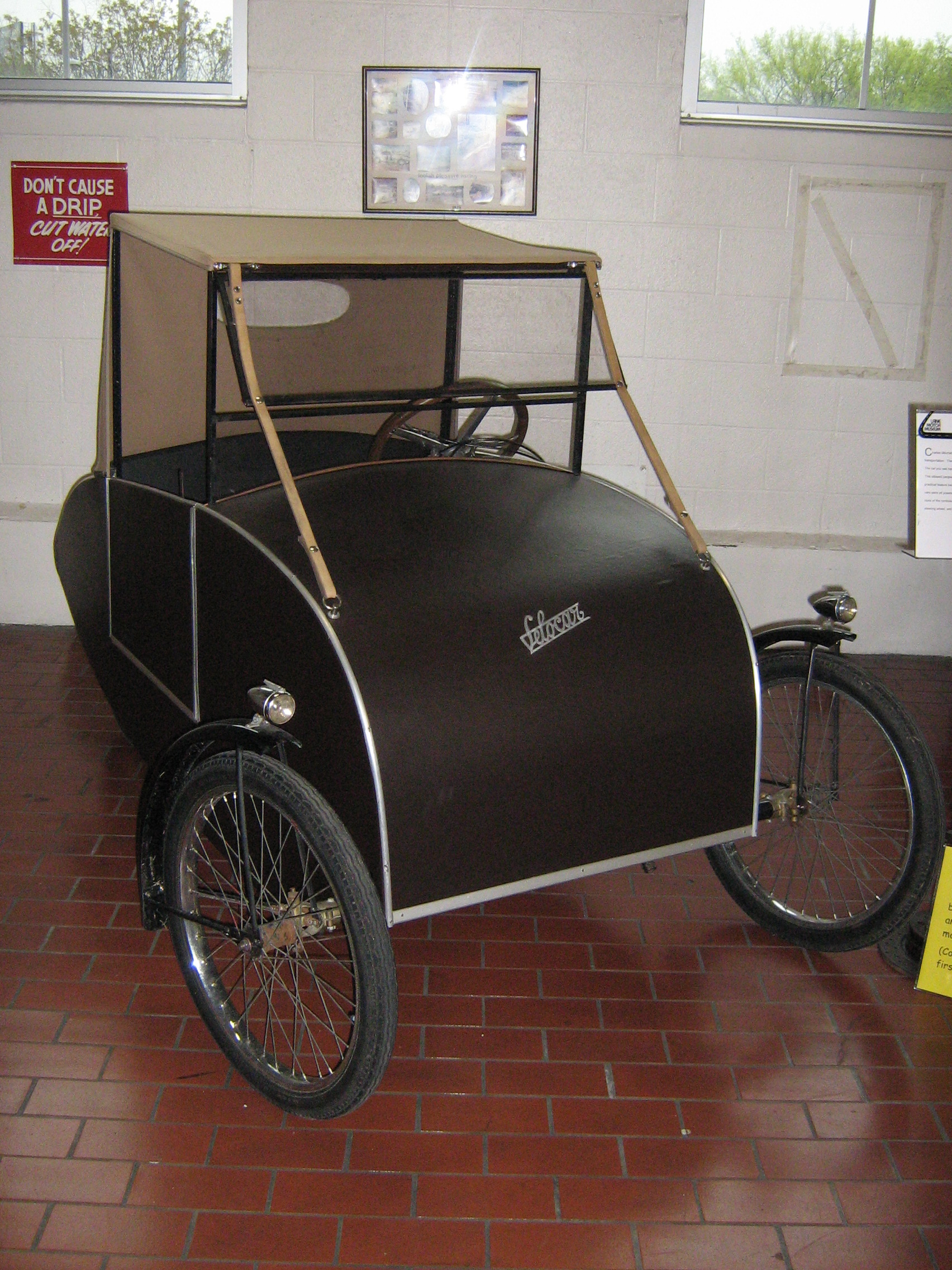
Model Velocaru z roku 1945

Velocar byla značka velomobilů a lehokol vyráběných ve Francii ve třicátých a čtyřicátých letech dvacátého století Charlesem Mochetem.
Charles Mochet z obavy o bezpečí svého syna vyrobil šlapací nemotorovou čtyřkolku
. To byl zároveň začátek historie lehokol a zároveň začátek historie velomobilů, protože když se vozítko pro syna osvědčilo, začal Mochet výrobek vylepšovat a posléze prodávat. Základní model měl čtyři kola, pohodlné sedačky pro dvě osoby, tři rychlosti a diferenciál. Vzhledem k tomu, že byl o hodně levnější než automobil, šel v těžkých časech hospodářské krize poměrně dobře na odbyt, koncem třicátých let prodej klesal, během války a nedostatku paliva pro automobily zase prudce stoupl. Po válce, kdy začal být zase benzín dostupný, ovšem ztrácel na popularitě a posléze víceméně upadl v zapomnění. Výroba Velocarů sice pokračovala až do roku 1960, ale to už se jednalo o verze s pomocným motorem, vlastně malé automobily, na které nebyl vyžadován řidičský průkaz — právě změna zákona pak vedla k definitnímu ukončení jejich výroby. 
Vzhledem k aerodynamickému tvaru bylo možné ve Velocarech dosahovat vysokých rychlostí, vyskytly se i případy, kdy byly používány jako vodiče na cyklistických závodech. Jejich problémem byla ovšem stabilita — před zatáčkou bylo nutné zpomalit. Samotných cyklistických závodů podle pravidel Mezinárodní cyklistické unie se ale kapotovaný Velocar nikdy nemohl zúčastnit, v roce 1914 po smrtelné nehodě Pieta Dickentmana totiž UCI zakázala závodit kapotovaným kolům. Navíc 1. dubna 1934 v reakci na speciální závodní jednostopou nekapotovanou variantu Velocaru (tedy v podstatě to, čemu se dnes říká lehokolo) a její úspěchy UCI vydala pravidla, která přesněji definovala, co je jízdní kolo. A to takovým způsobem, že lehokola nemohla definici splnit.
Dnes je možné si vyzkoušet původní Mochetovy Velocary v Marseille, kde je jejich malá půjčovna, a projet se s nimi po městě. 